# Cala de s'Enclusa
Sa Cala de s'Enclusa és una platja de la costa nord-est del municipi de Maó (Menorca). És una platja verge i el seu accés és exclusivament marítim o per a vianants.